# Azora medinesa
Las azoras medinesas, mediníes o de Medina (آية مدنية) son los capítulos del Corán que fueron revelados a Mahoma en Medina, después de su Hégira ('migración') desde La Meca, un total de 28. Las azoras mediníes se diferencian de las azoras mecanas o mequíes, que son las revelaciones previas a la migración. Para entonces la comunidad musulmana ya era más grande y mejor desarrollada que cuando estaban en La Meca.
Las azoras medinesas se encuentran al principio y en la mitad del Corán (a pesar de ser las últimas azoras reveladas cronológicamente hablando), y típicamente tienen más versos (aleyas) y más largos. Debido a las nuevas circunstancias de la primera comunidad musulmana en Medina, estas azoras tratan más a menudo con detalles de principios morales, legislación, guerra (como en la azora 2, al-Báqara) y principios para constituir y ordenar la comunidad. También es más común que apelen a la comunidad con la expresión «Oh, gente» (ياأيها الناس) ya veces se dirige directamente a Mahoma o habla de él como «un agente que actúa en combinación con la persona divina: 'Dios y su mensajero' (Corán 33:22)».
La clasificación de los azoras en mequíes y mediníes surge como consecuencia de decisiones estilísticas y temáticas, que Theodor Nöldeke utilizó para desarrollar su famosa cronología de las azoras coránicas. La clasificación de las azoras en estos períodos se basa en factores como la longitud del verso y la presencia o ausencia de ciertos conceptos o palabras clave (por ejemplo, al-Rahman como nombre alternativo para Dios).
Las azoras del período medinés, según Nöldeke (cronológicamente 91-114) son:

2, 3, 4, 5, 8, 9, 22, 24, 33, 47, 48, 49, 55, 57, 58, 59, 60, 61, 62, 63, 64, 65, 66, 76, 98, 110

## Características de las azoras medinesas
Algunas de las características estilísticas y temáticas de las azoras mediníes o medinesas son:
Características temáticas:
- Mención de la yihad y detalle de sus normas.
- Detalles de la jurisprudencia islámica[5] y el sistema legal,[6] así como las leyes que rigen la familia, las transacciones monetarias, el derecho internacional y los actos de culto.
- Mención del munafiq y el trato con estos «hipócritas».

Características estilísticas:
- Cualquier azora que comience con el verso يا أيها للذين آمنوا O tú que crees.
- Los versos tienen mayor longitud.
- Uso de un vocabulario fácil.
- Se trata sobre Gente del Libro.